# Ахмад ібн аль-Барра
Ахмад ібн аль-Барра ібн Малік аль-Кураші (*д/н—890) — державний діяч Кордовського емірату, візир, валі (намісник) Сарагоси в 885—890 роках.

## Життєпис
Походив зі знатного арабського роду. Син Аль-Барра ібн Маліка, візира декількох емірів. Зробив гарну кар'єри за правління еміра Мухаммеда I. Брав участь у походах проти Астурії та повсталого Ібн Марвана.
У 886 році призначається валі Сарагоси та усієї Верхньої Марки. Зміцнив владу еміра Аль-Мунзіра на підвладних землях. Втім після сходження на трон Абдаллаха у 888 році становище Ахмада погіршилося. З одного боку новий емір не довіряв валі Сарагоси, з іншого — в державі посилилася анархія. Разом з тим емір побоювався Ахмада через наявністю у того великого і потужного війська, з якою зумів завдати тяжкої поразки Туджибідам, що володіли Дарокою.
У 890 році емір Абдаллах таємно звернувся до Абдраррахмана і його сина Мухаммада, з клану Бану-Туджибі з наказом вбити Ахмада. Ті хистрістю потрапили до Сарагоси, а потім вбили валі. В нагороди емір призначив Мухаммада новим валі Сарагоси.